# Municipio de Colfax (Minnesota)
El municipio de Colfax (en inglés: Colfax Township) es un municipio ubicado en el condado de Kandiyohi en el estado estadounidense de Minnesota. En el año 2010 tenía una población de 547 habitantes y una densidad poblacional de 5,89 personas por km².

## Geografía
El municipio de Colfax se encuentra ubicado en las coordenadas 45°22′2″N 95°4′30″O / 45.36722, -95.07500. Según la Oficina del Censo de los Estados Unidos, el municipio tiene una superficie total de 92.79 km², de la cual 84,84 km² corresponden a tierra firme y (8,57 %) 7,95 km² es agua.

## Demografía
Según el censo de 2010, había 547 personas residiendo en el municipio de Colfax. La densidad de población era de 5,89 hab./km². De los 547 habitantes, el municipio de Colfax estaba compuesto por el 99,45 % blancos, el 0,18 % eran afroamericanos, el 0,18 % eran asiáticos y el 0,18 % eran de una mezcla de razas. Del total de la población el 1,46 % eran hispanos o latinos de cualquier raza.